# Idukinahosakoppa, Shikarpur
Idukinahosakoppa là một làng thuộc tehsil Shikarpur, huyện Shimoga, bang Karnataka, Ấn Độ.